# 张兰站
张兰站，位于中华人民共和国山西省晋中市介休市张兰镇，是同蒲铁路上的火车站，建于1933年，由中国铁路太原局集团管辖。

## 車站周邊
- 张兰妇产专科医院
- 林海大酒店
- 中国邮政储蓄银行张兰镇营业所
- 张兰镇人民政府
- 中国信合张兰信用社

## 歷史
- 建于1933年。

## 外部連結
- 中国铁路客户服务中心 （页面存档备份，存于）